# Self Proclaimed Existence
Self Proclaimed Existence - debiutancki album studyjny polskiej grupy muzycznej Sammath Naur. Wydawnictwo ukazało się 15 grudnia 2005 roku nakładem wytwórni muzycznej Empire Records. 9 czerwca 2008 roku płyta została wydana w Europie przez firmę Metal Mind Productions. W Stanach Zjednoczonych album został wydany 2 września tego samego roku nakładem MVD.

## Lista utworów
Opracowano na podstawie materiału źródłowego.
1. "Intro" (Sammath Naur, Sigmar) - 01:52
2. "Organic Ego System" (Sammath Naur, Sigmar) - 05:21
3. "Three-Coloured Rhapsody of Dead Time" (Sammath Naur, Sigmar) - 04:16
4. "Landscape of Liquid Colours" (Sammath Naur, Sigmar) - 05:04
5. "VI/XII Nuctemeron" (Sammath Naur, Sigmar) - 04:37
6. "All-Seeing Eye" (Sammath Naur, Sigmar) - 05:57
7. "Grand Space Opera" (Revisque, Sigmar) - 02:17
8. "A Hand Across the Galaxy" (Sammath Naur, Sigmar) - 06:21
9. "Self-Proclaimed Existence" (Sammath Naur, Chojnacki) - 04:15
10. "Thy Reverie" (Sammath Naur, Sigmar) - 01:57
11. "Noble Prophets" (Sammath Naur, Chojnacki) - 05:05

## Twórcy
Opracowano na podstawie materiału źródłowego.
- Paweł "Levan" Lewandowski – wokal
- Szymon "Sigmar" Grodzki – gitara rytmiczna, gitara prowadząca
- Marcin "V" Walenczykowski – gitara rytmiczna, gitara prowadząca, keyboard
- Kuba "Tas" Galiński – gitara basowa
- Patryk "Revisq" Gęgniewicz – syntezatory
- Piotr "Lestath" Leszczyński – perkusja, wokal